# Чарноциці
Чарноциці (пол. Czarnocice) — село в Польщі, у гміні Битонь Радзейовського повіту Куявсько-Поморського воєводства.
Населення — 111 осіб (2011).
У 1975-1998 роках село належало до Влоцлавського воєводства.

## Демографія
Демографічна структура станом на 31 березня 2011 року:
|          | Загалом | Допрацездатний вік | Працездатний вік | Постпрацездатний вік |
| -------- | ------- | ------------------ | ---------------- | -------------------- |
| Чоловіки | 57      | 10                 | 38               | 9                    |
| Жінки    | 54      | 13                 | 30               | 11                   |
| Разом    | 111     | 23                 | 68               | 20                   |